# Top Thrill 2
Top Thrill 2 è una montagna russa situata a Cedar Point (Ohio, USA). Ha una velocità massima di 193,1 km/h e un'altezza massima di 128 m. È stato costruito nel 2003 dalla Intamin, col nome di Top Thrill Dragster, come primo roller coaster alto più di 120 metri.

## Storia
L'idea venne nel 2000, quando fu aperta Millennium Force, un'altra montagna russa del parco. La costruzione iniziò nel 2002. Fu annunciato nell'inizio del 2003 come le montagne russe più alte e veloci del mondo. Fu anche una fra le più costose, dato che costò 25 milioni di dollari. Fu inaugurato il 1º maggio 2003. Fu sorpassato nel 2005 dal Kingda Ka a Six Flags Great Adventure, con cui condivide gran parte della tecnologia.
A seguito di un incidente che ferì una donna nella stagione 2021, l'attrazione venne chiusa temporaneamente.
Il 6 settembre 2022, il parco ha comunicato la sua chiusura definitiva.
Il 1 Agosto 2023, il parco ha ufficialmente annunciato per la stagione 2024 Top Thrill 2, una nuova versione dell’attrazione che differirà dal predecessore per il percorso, il numero di lanci (che diventeranno 3) e il sistema di lancio (che diventerà magnetico).
Top Thrill 2 venne presentato in anteprima ai giornalisti il 25 aprile 2024, e, apri ufficialmente al pubblico il 4 maggio.
Due settimane dopo, il 12 maggio, il parco annunciò la chiusura dell'attrazione a tempo indeterminato perché si era scoperto che i telai della struttura si stavano crepando.
Il 23 agosto il parco ha annunciato in un comunicato ufficiale che l'attrazione non avrebbe riaperto nel 2024, ma che i lavori di manutenzione sarebbero continuati per assicurare una riapertura per la stagione 2025.

## Funzionamento
Il treno esce lentamente dalla stazione, per poi arrivare nella zona di lancio. Dopo un avviso vocale che dice di tenersi ben appoggiati, il treno viene lanciato, sale sulla torre e poi mentre scende si gira di 270 gradi e viene successivamente rallentato grazie a dei freni magnetici. Al contrario del Kingda Ka non effettua la cosiddetta "gobba di cammello" dopo la discesa. In caso di determinate condizioni, come vento contrario, il treno non riesce a raggiungere una velocità sufficiente per salire in cima alla torre. Alcune volte a causa di una determinata distribuzione dei pesi il treno si ferma sulla cima. In questi casi interviene un inserviente che raggiunge la cima della torre tramite un ascensore e poi spinge il treno finché non riprende a corsa. Quando piove viene chiuso a causa della velocità, poiché le gocce diventano molto fastidiose. La limitazione d'altezza è di 132 centimetri.

## Treni
I treni hanno diverse decalcomanie, fra le quali il logo dell'attrazione e del parco. Possiedono cinque vagoni: ognuno può portare quattro passeggeri, tranne che per il primo. Il totale è di 18 passeggeri.Quando fu aperto possedeva anche motori e ruote, ma furono rimossi per consentire un'altra fila di passeggeri.Invece che cinque possedeva quattro vagoni. Il colore del tracciato è di colore rosso e bianco alternati.